# Caño Ciego
Caño Ciego es una bifurcación del río Magdalena en el Caribe Colombiano en jurisdicción del departamento del Magdalena, en el norte del país. Es el principal canal que comunica el Río Magdalena con la Ciénaga Grande de Santa Marta. Tiene una longitud de 60 kilómetros aproximadamente; se desprende del río Magdalena a la altura de la Ciénaga de Cerro de San Antonio y define el límite oriental delta del magdalena. Pasa a un costado de la cabecera municipal de Pivijay y el corregimiento Medialuna.  
Este canal es de vital importancia ya que cumple la función de controlar las descargas de material orgánico que recibe el río magdalena antes que este último desemboque en Bocas de Ceniza.
En  la actualidad por cuestiones de erosión, el caño desde su nacimiento corre aguas arriba, aguas abajo: Sucede que cuando hay crecientes, el Río Magdalena empuja las aguas hacía la ciénaga del Cerro San Antonio, pero cuando hay verano las aguas de la ciénaga del Cerro San Antonio, se devuelven al Río Magdalena. Debió ser esta la razón para que los Chimilas lo apodaran Caño Ciego.

## Curso
Este cuerpo de agua recorre los municipios colombianos de Cerro de San Antonio, El Piñón, Salamina, Pivijay, Remolino, El Reten y Sitionuevo hasta desembocar en la Ciénaga Grande de Santa Marta.
Caño Ciego, alimenta con su cauce las siguientes ciénagas: Ciénaga Vieja de Cantagallar, Los Cantillos, Tuto, Sacarita, Playazo, Contrabando, Palmichal, Quita Pesares, El Burro, Sabanas, Los Patos y Ciénaga Grande de Santa Marta.

### Tramos
El Caño Ciego, presenta numerosos brazos o tramos como: Schiller, Vicente Caballero, El Oso, Limón, La Concepción, Candelaria, Palma de Vino, El Salao, Buenavista, Matías; y recibe agua de escorrentía en su margen derecha a través de los tributarios El Porvenir, Palma de Vino, Los Puercos, Sabaneta, El Burro y Caraballo.
- Caño Schiller

Con un recorrido de aproximadamente 5 kilómetros, construido por el ingeniero alemán Maximiliano Schiller en 1915, nace en el Río Magdalena, en la jurisdicción del municipio de El Piñón Magdalena y se une a Caño Ciego, cerca del corregimiento de Cantagallar, jurisdicción del mismo municipio. El canal de su lecho es artificial y está regulado por unas compuertas construidas por el mismo ingeniero en su nacimiento; contrario Caño Ciego, que su formación es natural y en su nacimiento no tiene compuertas.
- Caño Salao

El Salao, pasa por el corregimiento del Carmen del Magdalena, más conocido como "Paraco", está ubicado a 7 kilómetros de la cabecera municipal de Pivijay Magdalena, es la misma prolongación del Caño Ciego, que sigue su cauce hasta desembocar en la Ciénaga Grande de Santa Marta.  
Hay la costumbre en la cultura pueblerina de adoptarle nombres a tramos de caños, que pareciera que fuera otro, pero es la misma conectividad acuática; es el caso de Caño El Salao. Igual sucede en Medialuna, corregimiento de Pivijay donde al Caño Ciego, lo denominan "Caño Buenavista".

## Historia
Caño Ciego fue preferido de los indios Chimilas, es más se cree que en el siglo XVIII y XIX, era el cauce natural del Río Magdalena, que según la investigación del historiador de comienzos de siglo XX, Rafael Gómez Picón, desembocaba en la Ciénaga Grande de Santa Marta, y no en Bocas de Cenizas como ocurre hoy en día. Si este argumento es cierto, la verdad es que el Río Magdalena, siempre ha tratado de buscar su lecho natural, de ahí que siempre ha roto los diques de El Zumbón (en Cerro de San Antonio), Mataburro y El Edén (en El Piñón).
La conectividad de Caño Ciego, con la Ciénaga Grande de Santa Marta, se encuentra registrada desde el año de 1525, cuando los frailes de la misión española Candelarios, descubrieron un caserío indígena en la “Loma Camachera” (cabecera municipal del Cerro de San Antonio). Otra información al respecto manifiesta que el tráfico de negros desde el Cabo de la Vela en La Guajira, hasta Cartagena, se hacía por medio de la conectivad hídrica de Caño Ciego, para luego encontrase con el Canal del Dique y de esta manera llegar a Cartagena.
Anteriormente era el principal canal de navegación fluvial que comunicaba el interior de Colombia, la ciudad de Cartagena y la Provincia de Tenerife con el puerto de Santa Marta hasta la construcción del Canal del Dique, pero esto último cambió su ciclo natural produciendo sedimentación en gran parte de este curso de agua.
El Río Magdalena, en el año 1983, en el sitio Mataburro, ubicado en la vía El Piñón-Cerro San Antonio, abrió una faja de terreno de 200 metros, ocasionando inundaciones en toda la región.

## Problemática ambiental
A comienzos de siglo XX se había imposibilitado la navegación y surtimiento de agua a las fincas agrícolas y ganaderas de los municipios de Cerro San Antonio, El Piñón, Salamina, Pivijay, por parte de Caño Ciego, debido a su sedimentación. En vista del deterioro del caño, los ganaderos y agricultores buscaron el apoyo del gobierno para el mejoramiento de su cauce. De esta manera Maximiliano Schiller, apoyado por líderes de la región, gestiona y realiza los trabajos de canalización del caño, amparado en las siguientes Ordenanza, emanadas de la duma departamental.
Luego la Honorable Asamblea Departamental del Magdalena, aprueba la Ordenanza n.º 8 de marzo 19, del año 1915, que en su artículo reza así:
“Articulo 1. Disponese la apertura del Caño Chiquía, que queda entre los distritos de Piñón y Cerro San Antonio, sobre el Río Magdalena; de los fondos comunes departamentales, se auxiliará la obra con quinientos pesos oro, que se incluirán en el presupuesto de la próxima vigencia”.
“Articulo 2. Destínese la renta de caminos o pisaduras de los Distritos de Pivijay, Piñón, Salamina y Remolino, en la parte correspondiente a los jornales en trabajo material, de este año 1915 y 1916, a los trabajos que demande la apertura de la boca y canalización  del caño, hasta que una sus aguas con las de Caño Ciego”.
“Articulo 3. Solicítese del Gobierno Nacional que favorezca la obra con una draga para la mejor canalización, puesto que las salinas aparecidas en la jurisdicción de Remolino, serán destruidas con las primeras avenidas del río.
Como bien lo registra la Ordenanza Departamental, no solo la sedimentación impedía la navegación de Caño Ciego, sino que lo afectaba la sanilidad provenientes de las aguas del mar.
Aproximadamente 5 Kilómetros, a punta de pala y azadón, fue lo que canalizó Maximiliano Schiller; desde el antiguo Caño Chiquía (hoy día es el lugar donde quedan las compuertas del caño), cerca del Río Magdalena, hasta el cauce natural de Caño Ciego, cerca de la Ciénaga de Cantagallar. Los planos de esa magistral obras fueron elaborados el 9 de septiembre de 1915, por el topógrafo o agrimensor Ernest Thevenin, también Alemán.
Así como al deterioro ambiental de la cuenca de Caño Ciego, tanto por procesos naturales como por intervención humana; situaciones que agravan fenómenos naturales como “El Niño” y “La Niña”. Esa problemática se acentúo más en las décadas del Setenta, Ochenta y Noventa, cuando los alcaldes ribereños tuvieron que declarar la Emergencia Sanitaria, por falta de agua al secarse el Caño Ciego; caso concreto el Municipio Pivijay, que debía llevar el agua de Barranquilla en carrotanques, para surtir a la población. O también poblaciones como El Piñón, que desapareció del mapa por la creciente de 1975.